# Liste des rois de Leinster
Ci-dessous figure une liste des rois de Leinster, qui gouvernèrent la province irlandaise de Leinster jusqu'en 1632, puis des « chefs du nom » jusqu'à nos jours.
La dignité de roi de Laigin fut revendiquée par deux familles descendantes du roi mythique Labradh fils de Bressal Belach les Uí Dúnlainge qui contrôlaient le Leinster du nord et les Uí Cheinnselaigh qui étaient implantés dans la partie sud-est du royaume. À partir de Diarmait mac Mail na mBo, les Uí Cheinnselaigh monopolisèrent la fonction royale. 
Bien que les Mac Murrough-Kavanagh aient réussi à maintenir leur autorité, souvent avec succès contre les Anglais jusqu'à la fin du XVIe siècle, tantôt dans un endroit, tantôt dans un autre on peut considérer Diarmait MacMurrough, comme le dernier roi de Leinster dans la mesure où par son mariage avec sa fille Aoife Richard FitzGilbert de Clare Comte de Pembroke devint roi du pays après sa mort en 1171. 

## Premiers rois de Leinster
- Uí Bairrche = UB
- Uí Cheinnselaigh = UC
- Uí Dúnlainge = UD
  - Uí Dúnchada = UDU
  - Uí Fáeláin = UDF
  - Uí Muiredaig =UDM
- Uí Eneschglaiss = UE
- Uí Garrchon = UG
- Uí Máil = UM

- avant 435 : Bressal Bélach mac Fiachu mac Cathair mac Fedlimid mac Corbmac mac Nia
- après 435 : Énnae Cennsalach...mac Labraid mac Bressal
- Mac Cairthinn mac Coelboth, mort en 446.
- Crimthann mac Énnai Cennsalach, mort en 483 (UC).
- Findchad mac Garrchon, mort en 485.
- Fróech mac Finchada, mort en 495.
- vers 495-527 : Illan mac Dúnlainge, mort en 527 (UD).
- vers 527 : Ailill mac Dúnlainge (UD)
- Cormac mac Ailillo (UD)
- Coirpre mac Cormac (UD)
- Colmán Már mac Coirpre (UD)
- Áed Dibchine (UM)
- Brandub mac Echach, mort en 605/608(UC).
- Rónán Mac Colmáin, mort en 624 (UC ou UD ?).
- Crimthann mac Áedo, mort en 633 (UM).
- Fáelán mac Colmáin (mort en 666) abdique (UD).
- Crundmáel Erbuilc, mort en 656 (UC).
- Fiannamail mac Máele Tuile, mort en 680 (UM) .
- Bran Mut mac Conaill, mort en 693 (UD).
- Cellach Cualann mac Gerthidi, mort en 715 (UM).
- Murchad mac Bran Mut, mort en 727 (UD).
- Dúnchad mac Murchado, mort en 728 ancêtre des Uí Dúnchada.
- Áed mac Colggen, mort en 738 (UC).
- Bran Bec Mac Murchado, mort en 738 (UD).
- Fáelán mac Murchado, mort en 738 ancêtre des Uí Fáeláin.
- Muiredach mac Murchado, mort en 760 ancêtre des Uí Muiredaig.
- Cellach mac Dúnchada, mort en 776 (UDU).
- Ruaidrí mac Fáeláin, mort en 785 (UF).
- Bran Ardchenn mac Muiredaig, mort en 795 (UM).
- Finsnechta Cethardec mac Cellaig, mort en 808 (UDU).
- Muiredach mac Brain,  « leth-ri » (demi-roi) mort en 818 (UM)
- Muiredach mac Ruadrach  (mort en 829) (UF)
- Cellach mac Brain, mort en 834 (UM).
- Bran mac Fáeláin, mort en 838 (UDU).
- Lorcán mac Cellaig, vivant en 848 (UM).
- Tuathal mac Muiredaig mac Bran Ardchenn (alias Máele-Brigte), mort en 854 (UM).
- Ruarc mac Brain, mort en 862 (UDu).
- Muirecán mac Diarmato mac Ruadrach, mort en 863 (UF).
- Dúnlaing mac Muiredaig mac Brain, mort en 869 (UM).
- Ailill mac Dúnlainge, mort en 871 (UM).
- Domnall mac Muirecáin, mort en 884 (UF).
- Muiredach mac Brian, mort en 885 (UDU).
- Cerball mac Muirecáin, mort en 909 (UF).
- Augaire mac Aililla, mort en 917 (UM).
- Fáelán mac Muiredaig, mort en 942 (UDU).
- Lorcán mac Fáeláin, mort en 943 (UDU).
- Bróen mac Máelmórda, mort en 947 (UF).
- Tuathal mac Augaire, mort en 958 (UM).
- Cellach mac Fáeláin, mort en 966 (UDu).
- Murchad mac Finn, mort en 972 (UF).
- Augaire mac Tuathail, mort en 978 (UM).
- Domnall Claen mac Lorcáin, mort en 984 (UDU).
- Donnchad mac Domnall Cláin, déposé en 1003 (UDU).
- Máel Mórda mac Murchada, mort en 1014 (UF).
- Dúnlaing mac Tuathal, mort en 1014 (UM).
- Donncuan mac Dúnlainge, mort en 1016 (UM).
- Bran mac Máel Mórda, déposé en 1018 (UF).
- Augaire mac Dúnlainge, mort en 1024 (UM).
- Donnchad mac Dúnlainge, déposé en 1033 (UM).
- Donnchad mac Gilla Pátraic, mort en 1039 roi d'Osraige.
- Murchad mac Dúnlaing, tué en 1042 (UM).

## DynastieUí Cheinnselaigh
- 1042-1072 :Diarmait mac Mail na mBo, tué en 1072.
  - 1052-1070 :Murchad mac Diarmata, roi-associé– éponyme de la lignée des Mac Murchadha ou Mac Murrough -
- 1072-1075 : Domnall mac Murchada,
- 1075-1089 : Donnchad mac Domnaill Remair, tué en 1089.
- 1089-1092 : Énna Bacach mac Diarmata, tué en 1092
- 1092-1098 : Diarmait mac Énnai, tué en 1098
- 1098-1115 : Donnchad mac Murchada, tué en 1115.
- 1115-1117 : Diarmait mac Énnai Mac Murchada, mort en 1117.
- 1117-1126 : Énna mac Donnchada Mac Murchada, mort en 1126.
- 1126-1171 : Diarmait Mac Murchada (anglicisé en  Dermot MacMurrough) .

## Dynastie Mac Murrough-Kavanagh
- 1171-1175 : Domhnall Caomhánach Mac Murchada (Donal Kavanagh);
- Domnall Óg mac Domnaill Caemanach MacMurrough-Kavanagh ;
- ????-1282 : Muirchertach mac Domnaill mac Domnaill Caomhánach MacMurrough-Kavanagh ;
- vers 1295-1314 : Muiris mac Muirchertach mac Murchada Caomhánach, prétendant ;
- 1327-1339 : Domhnall mac Airt mac Domnaill mac Domnaill Caomhánach MacMurrough-Kavanagh
- 1339-1347 : Domhnall mac Domnaill mac Airt mac Domnaill MacMurrough-Kavanagh ;
- 1347-1354 : Muirchertach mac Muiris MacMurrough-Kavanagh ;
- 1347-1361 : Art mac Muircheartaigh MacMurrough-Kavanagh ;
- 1361-1369 : Diarmait Láimbdhearg mac Domnaill MacMurrough-Kavanagh ;
- 1369-1375 : Donnchad Caomhánach mac Muircheartaigh MacMurrough-Kavanagh ;
- 1375-1416 : Art Mor mac Art MacMurrough Kavanagh ;
- 1417-1455 : Donnchad mac Art MacMurrough-Kavanagh, abdique en 1455 ;
  - 1419-1431 : Gearalt Caomhánach son frère et tánaiste (mort en 1431) ;
- 1455-1476 : Domnall Riabhach mac Gerailt MacMurrough-Kavanagh ;
- 1476-1511 : Murchad Ballagh mac Muircheartaigh MacMurrough-Kavanagh ;
- 1511-1517 : Art Buidhe mac Domnaill Riabbaigh MacMurrough-Kavanagh;
- 1517-1523 : Gearalt mac Domnaill Riabbaigh MacMurrough-Kavanagh ;
- 1523-1531 : Muiris mac Domnaill Riabbaigh MacMurrough-Kavanagh ;
- 1532-1544 : Cathaoir mac na hInghine Crosda  Mac Murchadha Caomhánach ;
- 1544-1547 : Muircheartach mac Airt Buidhe MacMurrough-Kavanagh ;
- 1547-1554 : Cathaoir mac Airt MacMurrough-Kavanagh, crée baron de Ballyane en 1554 ;
- 1554-1557 : Murchadh mac Muiris MacMurrough-Kavanagh, créé baron de Coolnaleen en 1554 ;
- 1557-1582 : Criomthann mac Murchadha mac Muiris MacMurrough-Kavanagh, prétendant.
- vers 1595-1603 Domhnall Spainneach Mac Murrough Caomhanach, abdique et meurt en 1632.

## Chefs du NomMac Murrough Kavanagh
- Brian MacMurrough Kavanagh, († 1578) 3e fils de Cathaoir mac Airt MacMurrough-Kavanagh, descendant de Gearalt Caonhánach (mort en 1431)
- Morgan MacMurrough Kavanagh († 1636)
- Brian MacMurrough Kavanagh († 1662)
- Morgan MacMurrough Kavanagh († 1700)
- Morgan MacMurrough Kavanagh († 1720)
- Brian MacMurrough Kavanagh († 1741)
- Thomas MacMurrough Kavanagh († 1789)
- Thomas  MacMurrough Kavanagh (en)  († 1837)
- Arthur MacMurrough Kavanagh (en)  (1831-1889)
- Wiliam Butler MacMurrough Kavanagh, mort en 1959
- Wiliam Butler MacMurrough Kavanagh, vivant en 2005

## Sources
- (en) Francis John Byrne Irish Kings and High Kings: "Kings of Leinster": Genealogical Tables, pages 288-290, Dublin, réédition (2004)  (ISBN 1851825525).
- (en) Emmett O 'Byrne War Politics and the Irish of Leinster 1156-1606,"Kings of Leinster" Genealogical Tables, pages 247-249, Dublin, 2004.
- (en) Theodore William Moody, Francis John Byrne Francis X.Martin A New History of Ireland" Tome IX ; Maps Genealogies, Lists. Oxford University Press  (ISBN 0198217455), Généalogie p. 149 & Liste p. 217.
- Anthony Stokvis, préf. H. F. Wijnman, Manuel d'histoire, de généalogie et de chronologie de tous les états du globe, depuis les temps les plus reculés jusqu'à nos jours, Leyde, éditions Brill, 1889 réédition 1966, p. 270 , chapitre III, Lagénie [Laighen, Leinster] Tableau généalogique n°27a  Généalogie des Mac Murchadha Caenhanavh (Mac-Murrough Kavanagh